# Estación Fultón
Fulton es una estación ferroviaria ubicada en el Partido de Tandil, en la Provincia de Buenos Aires, Argentina.

## Servicios
Es una estación del ramal perteneciente al Ferrocarril General Roca, desde la estación Tandil hasta la estación Lobería.

## Ubicación
Se ubica en el paraje homónimo, en el Partido de Tandil. Se encuentra a unos 23 km en línea recta al sudeste de la capital del partido: la ciudad de Tandil.